# فیروزآباد (پاریز)
فیروزآباد یک روستا در ایران است که در بخش پاریز شهرستان سیرجان استان کرمان واقع شده‌است. فیروزآباد ۱۶۹ نفر جمعیت دارد.